# 侯麗芳
侯丽芳（1951年—），是台湾資深藝人，出生於桃園市中華民國空軍眷村「建國八村」，是家中的么女，上有兩位哥哥及一位姊姊。幼時隨父親空軍調動，搬到台南市安平港及水交社居住，最後則是住在空軍菜市場對面的眷村。小學就讀臺南師範學校附屬小學，奠定字正腔圓的國語，後來在初中、高中演講比賽名列前茅。初中就讀德光女中，後於世界新聞專科學校廣播電視科畢業。

## 經歷
侯麗芳自述，15歲就被認為神似崔苔菁而被發掘，爾後以華視基本藝人出道。1973到1977年侯麗芳在華視主持「南來北往」、「黃金屋」、「母子樂園」、「造福鄉里」、「電影眼」、「統一發票開獎特別節目」等節目，1978年在台視主持「十步芳草」、「和你在一起」、「銀河星光」、「電影街」、「國富民樂」、「認識自己」等節目，可謂家喻戶曉。1979和1980年，她兩度代表中華民國影劇界赴東南亞參加亞洲影展，擔任晚會主持人。
1979年12月，侯麗芳在海山唱片推出個人唱片專輯《相遇相知》。1980年，侯麗芳參與演出的電影《古寧頭大戰》上映。1988年，侯麗芳主持在台視播出的公共電視節目《人之初》，這是台灣第一個自製性教育電視節目。1989年到1995年在台視及中視一系列媽祖題材閩南語連續劇中扮演媽祖，一年播出一季，連續六年，創台灣紀錄。1989年，台視以溪北六興宮「正三媽」靈驗的故事拍攝閩南語連續劇《媽祖外傳》，侯麗芳扮演媽祖，收視率高居老三台之冠。1993年，侯麗芳發行唱片專辑《秋的戀歌》。
侯麗芳於1993至1998年與魏少朋主持台視社教節目《天天都是讀書天》，教導銀髮族中文的聽說讀寫。1978至2004年，侯麗芳擔任中廣流行網節目《歌星之歌》主持人，長達26年，是中國廣播公司最長壽的節目。2000年，侯麗芳主持中廣寶島網節目《金曲未了情》，內容以國語老歌為主。 
2002年，侯麗芳主持了僑務委員會主辦之雙十節僑胞歸國「四海同心晚會」。她在中國廣播公司擔任多屆懷念金曲演唱會主持人、連續7年應僑委會邀請代表台視及中廣赴美、加、歐各國主持宣慰僑胞晚會，她也拍過多支知名產品廣告及擔任產品或形象的代言人。淡出演藝圈後，2014年63歲時出席國立自然科學博物館捐贈儀式，捐出30多年前結婚所穿的湘繡旗袍。
2015年6月2日，侯麗芳說，1974、1975年她在華視主持節目期間曾到金門縣勞軍，那個年代的金門只能收看到華視節目，所以她在金門的知名度遠比當時的演藝圈一姊崔苔菁、白嘉莉或陳蘭麗還高，讓她很開心。
侯麗芳的姪女侯雯婷是藝人陳為民的前女友。2002年，《民生報》獨家披露侯雯婷與陳為民的戀情，侯家長輩及親友都反對他們交往，侯麗芳於同年3月接受《民生報》專訪時說：「陳為民要怎麼說，隨便他。我們全家都反對他們交往。我不是看不起他，而是我姪女太單純了，我不想她受騙。」

## 演出作品

### 電視劇
| 播出時間 | 播出頻道 | 劇名               | 飾演   |
| -------- | -------- | ------------------ | ------ |
| 1976年   | 華視     | 《椰林深處》       | 包惠玉 |
| 1989年   | 台視     | 《媽祖外傳》       | 媽祖   |
| 1990年   | 台視     | 《三媽再生》       | 媽祖   |
| 1991年   | 台視     | 《媽祖後傳》       | 媽祖   |
| 1992年   | 台視     | 《媽祖過台灣》     | 媽祖   |
| 1994年   | 中視     | 《媽祖出巡》       | 媽祖   |
| 1994年   | 台視     | 《貴客臨門》       | 李海珊 |
| 1994年   | 台視     | 《莫那魯道》       | 莫妻   |
| 1995年   | 台視     | 《千里眼與順風耳》 | 媽祖   |

## 主持作品
| 播出頻道 | 節目名稱                                     | 備註                                                                    |
| -------- | -------------------------------------------- | ----------------------------------------------------------------------- |
| 華視     | 《追根究底》                                 | 助理主持，與邊啟明主持                                                  |
| 台視     | 《週五高雄見》→《週五花蓮見》→《週五台中見》 | 1980年4月18日～1980年5月23日                                            |
| 台視     | 《雙十雙十》                                 | 中華民國71年國慶暨台視開播20週年特別節目                                |
| 台視     | 《人之初》                                   | 公共電視節目                                                            |
| 台視     | 《天天都是讀書天》                           | 與魏少朋主持                                                            |
| 台視     | 《熱線你和我》                               | 與李季準主持                                                            |
| 華視     | 《台北我的家》                               | 臺北市政府委託中央電影公司電視部製作                                    |
| 華視     | 《為愛健康go》                               | 2022年5月23日首播 每週一至週五上午9點~10點播出 與「Nico老師」李淳廉主持 |

- 中廣流行網《歌星之歌》
- 中廣寶島網《金曲未了情》

## 音樂作品

### 唱片專輯
| 日期       | 專輯名稱     | 唱片公司 | 曲目 |
| ---------- | ------------ | -------- | --- |
| 1979年12月 | 《相遇相知》 | 海山唱片 | 曲目 1. 相遇相知 2. 秋情 3. 船歌 4. 伊人不在 5. 我的初戀在飛揚 6. 知心話 7. 秋的戀歌 8. 那年的春天 9. 相愛在秋季 10. 初戀的故事 11. 世界像一座彩屋 12. 夜霧 |

## 出版作品

### 書籍
- 出版日期：2016年，書名：《侯麗芳的一萬個春天》，作者：侯麗芳（口述）、胡曉揚（採訪撰文），出版社：商周出版，ISBN 9789864770359。